# 政始村
政始村（せいしむら）は奈良県北東部、宇陀郡に属していた村。現在の宇陀市大宇陀の一部。

## 歴史
- 1889年（明治22年）4月1日 - 町村制の施行により、宇陀郡 岩清水村, 塚脇村, 調子村, 藤井村, 才ヶ辻村, 守道村, 山口村, 白鳥居村, 上品村, 下品村, 和田村, 小和田村が合併し政始村が成立。
- 1942年（昭和17年）2月11日 - 宇陀郡松山町、神戸村、吉野郡上龍門村と合併し大宇陀町が発足。同日政始村消滅。